# Playas de la Vicente Guerrero
Playas de la Vicente Guerrero es una localidad del estado mexicano de Baja California. Es parte del municipio de San Quintín.

## Toponimia
El nombre de la población rinde homenaje a Vicente Guerrero, héroe de la Independencia de México.

## Demografía
| Censo | Población |
| ----- | --------- |
| 2010  | 634       |
| 2020  | 1 422     |